# 1. STRD PZO Bjelovar
1 STRD PZO BJELOVAR (1. samostalni topničko-raketni divizijun protuzračne obrane Bjelovar) osnovan je 18. rujna 1991. godine, nakon pada vojarne u Križevcima.
Padom bjelovarske vojarne ovaj topničko-raketni divizijun naoružava se topovima 20/1 mm, mitraljezima browing, te drugim vrstama pz strojnica.

### Ustrojavanje oklopne bojne
Ustrojavanjem oklopne bojne, s istom ide i desetina Strijele 1 M u okolicu Zagreba radi njegova oslobađanja.
Od svih ljudi koji su tada bili u oslobađanju Bjelovara i osvojene tehnike, ustrojeni su vodovi PZO 105. brigade Bjelovar i 1 STRD PZO Bjelovar. Sve do studenoga 1991., 1 STRD je imala je zadatak braniti grad Bjelovar i širu okolicu.
Dana, 12. studenoga Strijela 1 m imala je zadatak pomoći protuzračnoj obrani Đakova. Dana 14. studenoga u Đakovu je srušen MIG-21 Strijelom 1m. To je potvrđeno od strane pukovnika Darka Rukavine, načelnika PZO u Glavnom stožeru Ministarstva obrane RH.
U isto vrijeme kada je Strijela 1m čuvala nebo nad Đakovom, čuvala je i Osijek. Jedinica je bila na poziciji oko Lipika, Daruvara i Prekopakre sve do srpnja 1992., kada je to područje ušlo u UNPA zonu koja je bila pod Unprofor-om. Oko Bjelovara su bile razmještene jedinice Strijele 2M, topovi 20/1 mm, topovi 20/3 A3. Zrakoplovi nisu borbeno djelovali na sam grad, već na aerodrom u Novoj Rači.
U 4 mjesecu 1992. godine desetina Strijele 1m poslana je na Južno bojište sa zadatkom čuvanja mosta kod Opuzena, Metkovićkog kraja te u akciji Tigar u oslobođenju Dubrovnika. Kod Opuzena je srušen jedan Mig-21. Na položaju u Dubrovniku ostalo se sve do 1994.
Dana 15. veljače 1993. godine, 1STRD PZO Bjelovar pripojen je 202 TRBR PZO kao 4 TRD PZO Bjelovar.
U operaciji Bljesak, zadatak postrojbe bio je čuvanje borbenih postrojbi oko Nove Gradiške, netom oslobođenih Okučana i okolice. To je bila je prva PZO postrojba u Okučanima.
U operaciji Oluja, područje zaštite je bilo oko Jasenovca, Novske i dijela Banije.